# Formignana
Formignana és un municipi de 2.841 habitants de la província de Ferrara. Les comuni limítrofes són: Copparo, Ferrara, Jolanda di Savoia i Tresigallo.
El patró és San Pietro, festiu el 7 d'abril. El nom de l'alcaldessa (Sindaco) és Daniela Montani, des del 30 de maig de 2006, del partit lista civica

## Personatges cèlebres
- Goffredo Stabellini